# Con Boutsianis
Constantinos "Con" Boutsianis (Melbourne, 27 de dezembro de 1971) é um ex-jogador australiano de futebol, que atuou como volante e ficou conhecido por sua habilidade de recuperar bolas perdidas. É também um dos jogadores de sua posição que mais fez gols, com 133 no total.
Ele iniciou sua carreira em 1989 no South Melbourne, clube onde ficou seis anos e disputou 109 partidas, marcando 40 gols em sua primeira passagem, voltando em 1997 (26 jogos e 7 gols), em 2000 (48 partidas e 24 gols) e em 2003 (25 partidas e 3 gols), totalizando 208 jogos e 74 gols. Sua carreira de 20 anos inclui diversas passagens nos principais clubes da Austrália, até encerrar a carreira em 2009 no semi-profissional Malvern City. Boutsianis chegou a assinar com o Bolton Wanderers em 2000, porém o contrato foi invalidado após um suposto envolvimento do jogador no assalto a um restaurante em Melbourne. O volante foi inocentado, embora tivesse ficado por 2 anos em liberdade condicional.

## Seleção Australiana
Boutsianis disputou quatro jogos pela Seleção Australiana de Futebol, no ano de 2001, onde marcou quatro gols, inclusive no jogo Austrália 31-0 Samoa Americana, onde marcou três vezes. Ainda jogaria um amistoso contra o Japão, onde fez seu quarto gol pelos Socceroos, porém ficou de fora da repescagem para a Copa de 2002, na qual a Austrália perderia a vaga para o Uruguai.

## Gol polêmico
Um dos gols mais polêmicos da carreira de Boutsianis foi no jogo contra o Carlton SC, na decisão do Campeonato Australiano de 1997-98, onde teria empurrado o zagueiro Sean Douglas antes de mandar para as redes de Dean Anastasiadis (com quem jogou no South Melbourne).